# Lake City (Teksas)
Lake City – miasto w Stanach Zjednoczonych, w stanie Teksas, w hrabstwie San Patricio.